# ローウェン・マスカット
ローウェン・マスカット（Rowen Muscat, 1991年6月5日 - ）は、マルタ・ビルキルカラ出身の同国代表サッカー選手。マルタ・プレミアリーグ・バレッタFC所属。

## 来歴
2009年10月10日、ディングリ・スワローズFC戦でプロデビュー。2009-10シーズンはマン・オブ・ザ・マッチを2回獲得した。2011年11月6日のタルシーン・レインボーズFC戦で初ゴールを挙げた。
各年代別代表でプレーし、2012年11月14日のリヒテンシュタインとの親善試合でA代表デビューした。

## 代表歴
- U-17マルタ代表
  - UEFA U-17欧州選手権2008予選
- U-21マルタ代表
  - UEFA U-21欧州選手権2013予選
- マルタ代表